# Hadrachaeta aspeta
Hadrachaeta aspeta är en ringmaskart som beskrevs av Anne D. Hutchings 1977. Hadrachaeta aspeta ingår i släktet Hadrachaeta och familjen Terebellidae. Inga underarter finns listade i Catalogue of Life.